# Pearse Stadium
Le Pearse Stadium (en gaélique Páirc an Phiarsaigh) est le principal stade de sports gaéliques de la ville et du comté de Galway, il fut inauguré le 16 juin 1957.
Il est l'enceinte des équipes de Football gaélique et de Hurling du comté de Galway, certaines rencontres se disputant également au St.Jarlath's Park de Tuam.
Ce stade accueille chaque année les finales des championnats de clubs en hurling et football gaélique du Comté de Galway.

## Histoire
Le 16 juin 1957, 16 000 personnes viennent assister à l'inauguration du Pearse Stadium par le président de la GAA, Séamus McFerran, et à la bénédiction de l'enceinte par l'évêque Michael Browne.
Les douze membres survivants de l'équipe de hurling de comté ayant remporté le All-Ireland en 1923 figurent parmi les invités.
Ce jour-là, l'équipe de Hurling de Galway s'impose face à Tipperary et l'équipe de football contre Kerry.
Le 14 juillet, se tient le premier match officiel, et voit Galway battre Leitrim (4-08/0-04) en finale du championnat du Connacht de football.
Le domaine sur lequel le stade fut bâti, originellement connu sous le nom de "The Boggers", fut offert à l'Association athlétique gaélique par le maire de Galway, Sean Gillan.
Après avoir accueilli de nombreuses rencontres de football gaélique et de hurling, le Pearse Stadium est tombé en désuétude dans les années 1990, rendant nécessaire une rénovation de l'enceinte, celle-ci fut effectuée en 2002.
Le stade fut à nouveau ouvert au public en mai 2003, et sa capacité portée à 34,000 places.
En 2006, les matchs de l'international series de Football australien entre l'Irlande et l'Australie y furent joués pour la première fois hors de Croke Park.
En 2011, à la suite d'une enquête effectuée par la GAA sur la sécurité des stades du pays, la capacité d'accueil du Pearse Stadium fut ramenée à 26 197 places.